# Carlo Collodi
Carlo Collodi, pseudônimo de Carlo Lorenzini, (Florença, 24 de novembro de 1826 – Florença, 26 de outubro de 1890) foi um jornalista e escritor italiano do século XIX, famoso por ter criado As Aventuras de Pinóquio.

## Biografia
Lorenzini, que era maçom, começou sua carreira escrevendo em um anúncio de uma livraria florentina. Tornou-se então um jornalista de grande sucesso após o anúncio ser publicado, e em breve escrevia para jornais de toda a Itália. Estressado de trabalhar para tantos jornais, ele criou um jornal próprio, Il Lampione, em 1848. Por publicar algo não permitido em seu país, a ordem do Grão-Duque da Toscânia, deixou claro que queria fechar o jornal. Em 1853 ele publicou seu segundo jornal: A Controvérsia.
Foi voluntário na Guerra de independência italiana entre 1848 e 1860, mas já tinha sido comediante. Em 1856, criou o nome artístico de Carlo Collodi, pelo qual é mais conhecido.
Publicou as obras Gli amici di casa e Un romanzo in vapore. Da Firenze a Livorno. Guida storico-umoristica, por volta de 1856, I misteri di Firenze (1857). Ele também havia começado intensa atividade em outros jornais políticos como Il Fanfulla; ao mesmo tempo, foi contratado pela Comissão de Censura para o Teatro. Durante este período, ele compôs vários desenhos humorísticos e histórias, incluindo Macchiette (1880), Occhi e nasi (1881) e Storie Allegre (1887).

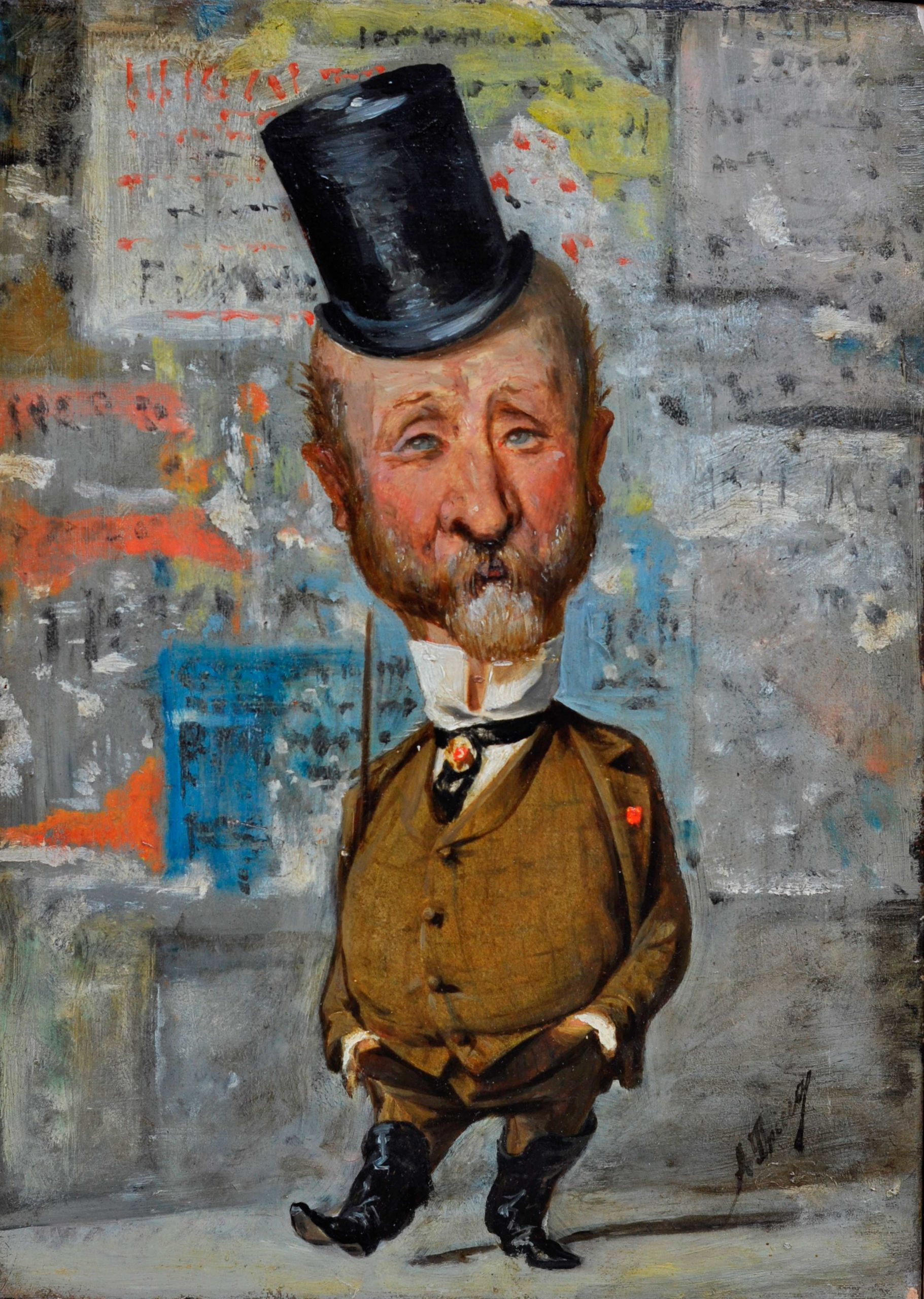
Carlo Collodi em uma caricatura por Angiolo Tricca, 1875

Seu primeiro livro infantil foi publicado em 1876, e intitulava-se Racconti delle fate, uma tradução do francês. Em 1876, Lorenzini escreveu Giannettino (inspirado por Giannetto, de Alessandro Luigi Parravicini), Minuzzolo e Il viaggio per l 'Italia di Giannettino, uma série pedagógica que explorou a re-unificação da Itália através dos pensamentos irônicos e ações do personagem Giannettino.
Em 1881 inicia a publicação do Giornale per i bambini (Jornal para as crianças), primeiro periódico italiano voltado para o público infantil. Foi ali que, em curtos capítulos, publica originalmente a Storia di un burattino (História de um Boneco), primeiro título das Aventuras de Pinóquio. Entre 1884 e 1886, publicou o drama policial gótico chamado " O Distirito Dos Burgueses" uma história sobre uma mulher chamada Melancholy Hill que quer ser uma gangster profissional. Publicou ainda outros contos, como Storie allegre, de 1887, mas nenhum deles alcançou o sucesso de sua obra-prima.
Pinóquio é, sem dúvida, a criatura que engoliu o criador: é o mais famoso personagem da literatura infantil, conhecido em todo o planeta, mas poucos são os que efetivamente apontam reconhecer em Collodi o seu criador.
Lorenzini morreu repentinamente em 1890, na sua cidade natal, onde foi sepultado.